# Плерома
Плеро́ма (др.-греч. πλήρωμα — «наполнение, полнота, множество») — термин в греческой философии, одно из центральных понятий в гностицизме, обозначающее божественную полноту. В Новом Завете «вся полнота Божества телесно» обитает в Христе. В ряде гностических писаний Иисус лично провозглашает себя пребывающим в Плероме (например, Евангелие Истины из библиотеки Наг-Хаммади I.3.34, 35).
Согласно учению гностиков, Плерома представляет собой совокупность небесных духовных сущностей, эонов. Иисус Христос также являлся одним из эонов, посланных на землю для того, чтобы люди смогли вернуть себе утраченное знание (гносис) и воссоединились с Плеромой.
В гностицизме идея Плеромы в основном встречается в литературе, относящейся к ученикам Валентина, но она появляется и в писаниях, связанных с другими группами гностиков.
У Валентина изложено учение о первой осмерице — восьми эонах. Согласно Валентину осмерица произошла последовательно; в начале была первая двоица: Глубина (др.-греч. Βυθός) и Молчание (др.-греч. Σιγή); от них произошла вторая двоица: Ум (др.-греч. Νοΰς) или Отец (др.-греч. Πᾰτήρ) и Истина (др.-греч. Άλήθεια). Эта четверица произвела: Слово (др.-греч. Λόγος) и Жизнь (др.-греч. Ζωή), Человека (др.-греч. Άνθρωπος) и Церковь (др.-греч. Έκκλησία). Эти четыре пары (сизигии): Глубина и Молчание, Ум и Истина, Слово и Жизнь, Человек и Церковь, составляют совершенную первую осьмерицу — огдоаду (др.-греч. ὀκτάδος), которая, не из недостатка или потребности, а по избытку внутреннего довольства и для нового прославления Первоотца, производят ещё 22 эона: Слово и Жизнь производят декаду (др.-греч. δεκάδος) — 10 эонов, а Человек и Церковь производят додекаду (др.-греч. δωδεκάς, δωδεκάδος) — 12 эонов. Все вместе 30 эонов и составляют выраженную полноту абсолютного бытия — Плерому.